# منطقة درعة (المغرب)
منطقة درعة هي منطقة مغربية تقليدية وإقليم تاريخي يمتد على طول جانبي نهر درعة، لحوالي 200 كم، من الشمال الغربي إلى الجنوب الشرقي، بين أكدز ومرفق النهر. تقليديًّا، تُقسم إلى ثمانية مناطق أو مقاطعات تتوافق مع مناطق الوادي التي تفصلها الجبال. يسكن المنطقة الأمازيغ والحراطين.
في عام 1930، دخل الفرنسيون المنطقة، ولكن لم تتم السيطرة عليها بالكامل حتى عام 1932، على الرغم من قلة القتال.

## فهرس
الفصل دو فوكو، استطلاع في المغرب ، باريس 1988.